# Przedwczesny pogrzeb
Przedwczesny pogrzeb (ang. Premature Burial) – jest to nowela amerykańskiego pisarza Edgara Allana Poego, której tematem jest pogrzebanie żywcem. Została opublikowana w 1844 roku na łamach The Philadelphia Dollar Newspaper. Strach przed byciem pochowanym żywcem był dość powszechnym zjawiskiem w tym okresie i Poe wykorzystał owo publiczne zainteresowanie.

## Opis fabuły
W Przedwczesnym pogrzebie, pierwszoosobowy anonimowy narrator opisuje jego zmagania z atakami pewnego schorzenia, które lekarze określali mianem katalepsji, stanu w którym zapada on losowo w transy przypominające śmierć. To prowadzi do strachu bycia pogrzebanym żywcem. Podkreśla on swoje obawy wspominając kilka osób, które zostały w ten sposób pochowane. W pierwszym przypadku, tragiczne zdarzenie zostało odkryte dużo później, kiedy krypta ofiary została ponownie otwarta. Innym razem poszkodowani się budzili i byli w stanie zwrócić uwagę innych na czas, dzięki czemu zostali uwolnieni z ich upiornych potrzasków.
Narrator opisuje te przykłady aby dostarczyć kontekst do jego niemal wyniszczającej fobii bycia pogrzebanym żywcem. Jak wyjaśnia, jego stan czyni go podatnym na zapadanie w stany nieświadomości, schorzenie to narasta sukcesywnie z biegiem czasu. Ma obsesję na punkcie tego, że mógłby zapaść w ów trans daleko od domu i że zostałby ów trans pomylony z prawdziwą śmiercią. Wymusza na przyjaciołach obietnice, iż ci nie pochowają go przedwcześnie, nie zgadza się na to aby opuścić dom i buduje misterny grobowiec z wyposażeniem, pozwalającym zawiadomić pomoc w razie gdyby „powstał z martwych”.
Punktem kulminacyjnym historii jest moment, kiedy narrator zdaje sobie sprawę z tego, że budzi się w trumnie, w czarnej niczym smoła ciemności. Został pogrzebany żywcem, a wszystkie jego zabezpieczenia poszły na marne. Zaczyna płakać, ale po chwili nagle się uspokaja. Spostrzega, że znajduje się on w koi małej łodzi, a nie w grobie. To wydarzenie leczy go z jego panicznej obsesji.

## Analiza
Strach przed pochowaniem żywcem był głęboko zakorzeniony w XIX wieku i Poe wykorzystał publiczną fascynację wokół tej sprawy. Setki przypadków były zgłaszane, gdzie doktorzy mylnie uważali pacjentów za martwych. W tym okresie, trumny były okazjonalnie zaopatrzone w urządzenia alarmujące, pozwalające „ciału” na wezwanie pomocy, jeśli miałoby się okazać, że nie jest martwe. Było to na tyle brane na poważnie, że ludzie z czasów wiktoriańskich nawet zorganizowali stowarzyszenie w celu zapobiegania grzebania ludzi żywcem (Society for the Prevention of People Being Buried Alive). Wiara w wampiry, ożywione ciała, które pozostawały w grobie za dnia i pojawiały się nocą aby modlić się za żywych, były również przypisywane atrybutom przedwczesnego pogrzebu. Folklorysta Paul Barber argumentował, że wypadki pogrzebania żywcem były przesadzone i że normalne objawy rozkładu były mylone z oznakami życia. Nowela podkreśla ową fascynację, w odniesieniu do stanu narratora, że prawda może być bardziej przerażająca niż fikcja, a przedstawianie rzeczywistych przypadków miało na celu przekonanie czytelnika, aby ten uwierzył w fabułę dzieła.
Narrator żyje pustym życiem. Unika rzeczywistości przez jego katalepsję, lecz także z powodu jego fantazji, wizji i obsesji wokół śmierci. Zmienia się on jednak – lecz tylko wtedy, gdy staje się świadom jego największego strachu.

### Przedwczesny pogrzeb w innych dziełach Poe
- Berenice
- Beczka Amontillado
- Zagłada domu Usherów

## Adaptacje
- Reżyser Roger Corman zekranizował nowelę w filmie The Premature Burial (1962), występ. Ray Milland i Hazel Court.
- W filmie Nightmares from the Mind of Poe (2006) jest tematyzowany Przedwczesny pogrzeb razem z Serce oskarżycielem, Beczką Amontilliado i Krukiem.
- Film Jana Švankmajera Lunacy bazuje na Przedwczesnym pogrzebie oraz na Systemie doktora Smoły i profesora Pierza.

## Literatura
- Meyers, Jeffrey: Edgar Allan Poe: His Life and Legacy. Cooper Square Press, 1992. p. 156.
- Kennedy, J. Gerald. Poe, Death, and the Life of Writing. Yale University Press, 1987. p. 58-9
- Premature burial in the 19th century
- Meyers, Jeffrey: Edgar Allan Poe: His Life and Legacy. Cooper Square Press, 1992. p. 156.
- Premature burial in the 19th century
- Barber, Paul. Vampires, Burial and Death: Folklore and Reality. Yale University Press, 1988.
- Quinn, Arthur Hobson. Edgar Allan Poe: A Critical Biography. Baltimore: The Johns Hopkins University Press, 1998. ISBN 0-8018-5730-9, s. 418
- Selley, April. „Poe and the Will” as collected in Poe and His Times: The Artist and His Milieu, edited by Benjamin Franklin Fisher IV. Baltimore: The Edgar Allan Poe Society, Inc., 1990. p. 96 ISBN 0-9616449-2-3.